# سبرنج بينجتون
سبرنج بينجتون (بالإنجليزية: Spring Byington)‏ هي ممثلة أمريكية، ولدت في 17 أكتوبر 1886 بكولورادو سبرينغس في الولايات المتحدة، وتوفيت في 7 سبتمبر 1971 بهوليوود في الولايات المتحدة بسبب سرطان.

## أعمال

### أفلام
- (1933) نساء صغيرات
- (1935) تمرد على السفينة باونتي
- (1936) دودسورث
- (1938) إيزابيل
- (1938) لا يمكنك أن تأخذها معك
- (1943) الجنة يمكن أن تنتظر

## ترشيحات
- جائزة الأوسكار لأفضل ممثلة مساعدة، عن عمل: لا يمكنك أن تأخذها معك

## وصلات خارجية
- سبرنج بينجتون على موقع IMDb (الإنجليزية)
- سبرنج بينجتون على موقع ألو سيني (الفرنسية)
- سبرنج بينجتون على موقع تيرنر كلاسيك موفيز (الإنجليزية)
- سبرنج بينجتون على موقع أول موفي (الإنجليزية)
- سبرنج بينجتون على موقع قاعدة بيانات برودواي على الإنترنت (الإنجليزية)
- سبرنج بينجتون على موقع قاعدة بيانات الأفلام السويدية (السويدية)
- سبرنج بينجتون على موقع إن إن دي بي (الإنجليزية)
- سبرنج بينجتون على موقع قاعدة بيانات الفيلم (الإنجليزية)
- سبرنج بينجتون على موقع كينوبويسك (الروسية)